# Италия (римска провинция)
 Тази статия е за римската провинция Италия.  За държавата Италия вижте Италия.  
Италия (на латински: Italia) е римска провинция на територията на Апенинския полуостров по време на Републиката и наследилата я империя.

## Под републиканско управление и император Август
По време на Републиката, Италия от Рубикон до Калабрия не е провинция, а територия на град Рим и на военните командири е забранено да навлизат с армиите си в нея. Поради тази забрана, преминаването на Юлий Цезар с легионите му при Рубикон през 49 пр.н.е. бележи началото на гражданска война.
По време на Империята, Италия представлява множество от територии с различни статуси. Някои градове, наречени маниципии, имат известна независимост от Рим, докато други, най-вече колониите, са създадени от римляните. Около 7 пр.н.е. Октавиан Август разделя Италия на 11 региона. Събитието е описано от Плиний Стари в неговата „Естествена история“ (на латински: Naturalis Historia), а новообразуваните региони са:
- Regio I – Лациум и Кампания
- Regio II – Апулия и Калабрия
- Regio III – Брутия и Лукания
- Regio IV – Самниум
- Regio V – Пиценум
- Regio VI – Умбрия и Агер Галикус
- Regio VII – Етрурия
- Regio VIII – Емилия
- Regio IX – Лигурия
- Regio X – Венеция и Истрия
- Regio XI – Транспадана

Италианската провинция е привилегирована по отношение на строителството на обществени сгради и пътища. Това се отразява благоприятно на италианската икономика, която процъфтява. Земеделието, занаятчийството и индустрията бележат осезаем растеж, позволявайки износ на стоки за останалите провинции. Населението на провинцията също нараства. По заповед на Август се извършват три преброявания на мъжкото население в провинцията. Събраните резултати посочват следните данни: 4 063 000 мъже през 28 пр.н.е., 4 233 000 през 8 пр.н.е. и 4 937 000 през 14 г. Включвайки жените и децата, общото население на Италия в началото на първи век наброява около десет милиона души.

## Италия през втори и трети век
Когато се дава римско гражданство на всички в империята започва упадъка на Италия в полза на по-богатите провинции. Освен това, провинцията страда от атаките на варварските племена в края на трети век.
Диоклециан реформира административно империята, разделяйки я на диоцези. Диоцез Италия, управляван от Западния съимператор, е разделена на две части - Крайградска Италия (на латински: Italia suburbicaria) и Продоволствена Италия (на латински: Italia annonariа). Те са управлявани от длъжностно лице ректор, имащ само граждански, но не и военни правомощия, които са в ръцете на друго длъжностно лице - дукс. Тези субдиоцези са разделени на още по-малки административни територии, управлявани от ко-ректори. Счита се, че това разделяне на длъжности е с цел да се възпрат опитите за узурпации от предишните години.
- Italia suburbicaria (под контрола на правителството на Рим)
  - Тусция и Умбрия
  - Валерия Субурбикария
  - Кампания и Самниум
  - Апулия и Калабрия
  - Сицилия
  - Сардиния и Корсика
- Italia annonaria (със столица град Медиоланум
  - Венеция и Истрия
  - Емилия
  - Лигурия
  - Фламиния и Пиценум Анонариум
  - Реция
  - Котски Алпи

Бившите италиански региони Alpes Poenninae и Alpes Maritimae, стават част от Diocesis Galliarum.

## Италия през четвърти и пети век
Когато варварите стават най-важния проблем, императорите са принудени да се преместят от Рим в други провинции, което ускорява упадъка на Италия. През 330 г. Константин I мести столицата на империята в Константинопол, заедно с имперския съд, икономическата администрация, както и военните структури (флотите на Мизенум и Равена).
След смъртта на Теодосий I през 395 г., Италия става част от Западната римска империя. После идват години на варварски нашествия и столицата е преместена от Медиоланум в Равена през 402 г. Аларих, кралят на вестготите, ограбва Рим през 403 г., седем века след последното ограбване на града. Северна Италия е атакувана от хуните на Атила, и Рим пак е ограбен от вестготите под командването на Аларик I през 410 г.
С императорите контролирани от техните варварски военачалници, имперското правителство слабо упражнява контрол над Италия, чийто брегове са под непрекъснати атаки. През 476 г. със смъртта на Ромул Августул и връщането на имперските знаци в Константинопол, се слага края на Западната империя. За малко десетилетия Италия остава обединена първо под управлението на Одоакър, после под контрола на остготите и Византия, но след инвазията на лангобардите е разделена между седем кралства и остава необединена за тринадесет века.
|  | Тази страница частично или изцяло представлява превод на страницата Italia (Roman Empire) в Уикипедия на английски. Оригиналният текст, както и този превод, са защитени от Лиценза „Криейтив Комънс – Признание – Споделяне на споделеното“, а за съдържание, създадено преди юни 2009 година – от Лиценза за свободна документация на ГНУ. Прегледайте историята на редакциите на оригиналната страница, както и на преводната страница, за да видите списъка на съавторите. ВАЖНО: Този шаблон се отнася единствено до авторските права върху съдържанието на статията. Добавянето му не отменя изискването да се посочват конкретни източници на твърденията, които да бъдат благонадеждни. |